# 全日本女子ボクシング選手権大会
全日本女子ボクシング選手権大会（ぜんにほんじょしボクシングせんしゅけんたいかい）は、日本ボクシング連盟（JABF）が主催する女子アマチュアボクシング大会である。JABF公認当初は毎年2月または3月に持ち回りで開催されていたが、後に全日本社会人ボクシング選手権大会と併せて開催され、現在は全日本ボクシング選手権大会（男子）と併せて行われている。男子とは異なり、選手権になる前は演技の部と実戦の部で構成されていた。

## 歴史
1996年に関西でスパーリング大会として開催された。参加者は20名。
1997年からは大阪市在住のピアニストで後の日本アマチュアボクシング連盟女子委員会委員長・原千恵が中心となり主催に当たる。
1999年の第4回から大会事務局に主催が移り全日本女子アマチュアボクシング大会となったが、2002年にJABFに女子の部が設けられた事に伴い、2003年3月15日から16日の2日間にかけて、東京の日野市にある日野自動車健保プラザで、同連盟主催の「第1回全日本女子アマチュアボクシング大会」が開催された。
2008年からは世界女子選手権への派遣が始まったのを機に、国際大会への選考会も兼ねて行われる。また、同年より女子プロボクシングも本格始動したため、好成績を残した選手のプロ転向も見られるようになった。
ロンドンオリンピックより女子ボクシングが追加されるのに伴い、2010年の第8回より大会名が「全日本女子アマチュアボクシング選手権大会」に改められ正規の日本選手権となる。それまで参加者の多かった階級の分割を廃止して全階級とも日本一を決定する。
第11回（2012年）からは男子の全日本社会人ボクシング選手権大会と同時開催に移行される。
第12回（2013年）からアマチュアの名称が外された。
第13回（2014年）よりエリートとジュニアに分けて開催。
第19回（2020年）よりエリートの部は全日本ボクシング選手権大会（男子）との併催で東京都の墨田区総合体育館での固定開催になり、ジュニアの部のみ引き続き全日本社会人選手権との併催となる予定であったが、新型コロナウイルス感染拡大の影響により複数日にかかるトーナメントの継続が困難と判断されたため、2020年大会は中止が決定された。
第20回（2021年）の大会はエリートの部は開催されたものの、ジュニア部門が全日本社会人選手権とともに中止になり、代替大会として2022年1月5日～8日の日程で四日市市総合体育館にて「全日本女子ボクシング選手権ジュニア四日市大会」を開催する。同年9月にジュニア部門が第1回全日本女子ジュニアボクシング選手権大会として開催。

## 概要

### 参加資格
18歳以上41歳未満で練習開始から1年以上が経過したJABF登録女子選手。演技種目の採点がC級以上。各都道府県においては、ボクシング競技に耐える技術と体力を備えている証明書が必用。
2013年までは15歳以上（高校生）も参加できたが、AIBAより通達されたため出場不可になった。また、上限も2012年までは35歳未満だった。

### 出場枠
各階級ごとに、各都道府県代表選手に加えて、国際大会にて顕著な活躍を見せた日本ボクシング連盟推薦選手が出場する。但し、日本連盟推薦選手を除く選手の申し込みが10名以上あった場合は、日本連盟9ブロック（北海道・東北・関東・北信越・東海・関西・中国・四国・九州）で予選会または選考会を行いブロック1名の代表選手を決定する。

### 演技の部
ボクシングの技術と体力を「構え」「フットワーク」「打撃」「防御」「体力」「攻防と体力」の演技種目により試す競技。
原則として演技種目を指示する担当者1名及び競技を採点するジャッジ3名による協議で採点が行われ、その結果でA級～E級の5段階にレベル分けされる。
参加資格は10歳以上65歳以下。
第8回（2010年）を最後に全日本女子選手権では廃止され、以降は各ブロック及び都道府県連盟主催で行われている。

## 歴代開催地
| 回 | 年月日                               | 開催地                               | 会場                                 | 備考                                 |
| -- | ------------------------------------ | ------------------------------------ | ------------------------------------ | ------------------------------------ |
| 1  | 2003年3月15日-16日                   | 東京                                 | 日野自動車健保センター               | 認定第1回                            |
| 2  | 2004年3月12日-14日                   | 埼玉                                 | 大利根町文化体育館                   |                                      |
| 3  | 2005年3月11日-13日                   | 埼玉                                 | 大利根町文化体育館                   |                                      |
| 4  | 2006年3月10日-13日                   | 兵庫                                 | 加古川市立総合体育館                 |                                      |
| 5  | 2007年2月24日-26日                   | 東京                                 | 日野自動車健保センター               |                                      |
| 6  | 2008年2月15日-17日                   | 北海道                               | 札幌市北区体育館                     |                                      |
| 7  | 2009年3月6日-8日                     | 宮城                                 | 宮城野体育館                         |                                      |
| 8  | 2010年3月11日-14日                   | 香川                                 | 高松市亀水運動センター               | この回より全日本選手権               |
| 9  | 2011年3月10日-13日                   | 神奈川県                             | 神奈川県立体育センター体育館         | 東日本大震災のため最終日中止         |
| 10 | 2012年2月8日-11日                    | 広島県                               | 広島市中区スポーツセンター           |                                      |
| 11 | 2012年12月20日-24日                  | 山形県                               | 山形市総合スポーツセンター           | この回より全日本社会人選手権と併催   |
| 12 | 2013年12月20日-23日                  | 新潟県                               | 加茂勤労者体育センター               |                                      |
| 13 | 2014年12月1日-4日                    | 静岡県                               | プラザヴェルデ                       | この回よりエリートとジュニアに分割   |
| 14 | 2015年12月20日-23日                  | 大阪府                               | 近畿大学記念会館別館                 |                                      |
| 15 | 2016年12月21日-25日                  | 愛媛県                               | 多々羅しまなみドーム                 |                                      |
| 16 | 2017年12月13日-17日                  | 鳥取県                               | 米子産業体育館                       |                                      |
| 17 | 2018年12月20日-24日                  | 長崎県                               | 長崎県立総合体育館                   |                                      |
| 18 | 2019年10月17日-20日                  | 北海道                               | 札幌市中央体育館                     |                                      |
| 19 | 新型コロナウイルス感染拡大のため中止 | 新型コロナウイルス感染拡大のため中止 | 新型コロナウイルス感染拡大のため中止 | 新型コロナウイルス感染拡大のため中止 |
| 20 | 2021年11月24日-28日                  | 東京都                               | 墨田区総合体育館                     | この回より全日本選手権（男子）と併催 |
| 21 | 2022年11月23日-27日                  | 東京都                               | 墨田区総合体育館                     |                                      |

## 歴代最優秀選手
| 回 | 受賞者         | 階級           |
| -- | -------------- | -------------- |
| 1  |                |                |
| 2  |                |                |
| 3  |                |                |
| 4  |                |                |
| 5  |                |                |
| 6  | 水野知里       | フェザー級     |
| 7  | 藤岡奈穂子     | フライ級1      |
| 8  | 箕輪綾子       | フェザー級     |
| 9  | （該当者なし） | （該当者なし） |
| 10 | 箕輪綾子       | フライ級       |
| 11 |                |                |
| 12 |                |                |
| 13 |                |                |
| 14 |                |                |
| 15 |                |                |
| 16 |                |                |
| 17 |                |                |
| 18 | 晝田瑞希       | フェザー級     |
| 20 | 入江聖奈       | フェザー級     |
| 21 | 入江聖奈       | フェザー級     |

## 全日本女子優勝歴のあるプロボクサー・格闘家
JABF公認後
- 四ヶ所麻美（第1-5回）
- 小関桃（第1・2・5回）
- 江畑佳代子（第1・4・5回）
- 藤岡奈穂子（第1・2・5・7回）
- 秋田屋まさえ（第2回）
- 柴田直子（第3回）
- 富樫直美（第3・5回）
- 多田悦子（第4・5回）
- 好川菜々（第4・6・10回）
- チャオズ箕輪（第5-8・10回）
- 谷美幸（第6回）
- 池原シーサー久美子（第6回）
- リンクス中原（第7回）
- 藤満霞（第7回）
- 伊藤沙月（第7回）
- 岩川美花（第8回）
- 伊集院佑輝子（第10・13回）
- 佐伯霞（第11回）
- 和田まどか（第12-16回）
- 柳井妃奈実（第16・17回）
- 菊池真琴（第17回）
- 晝田瑞希（第17・18回）
- 宮本芽依（第18回）
- 津端ありさ（第19回）
- 岸本有彩（第21回）